# سیارک ۴۲۵۱
سیارک ۴۲۵۱ (به انگلیسی: 4251 Kavasch، نامگذاری:1985JK1) چهار هزار و دویست و پنجاه و یکمین سیارک کشف شده‌است که در ۱۱ مه ۱۹۸۵ کشف شد.
قدر مطلق سیارک برابر ۱۳٫۹۰ است.